# Stenokranio
Stenokranio (dal greco στενός [stenos] ovvero stretto e κρανίο [kranio] ovvero cranio) è un genere di temnospondili eriopidi del Permo-Carbonifero (circa 300 - 295 milioni di anni fa) della Formazione Remigiusberg in Germania. È rappresentato dalla specie tipo, Stenokranio boldi, che è stata descritta in base a due esemplari raccolti dalla cava Remigiusberg vicino a Kusel, nel bacino Saar-Nahe, nella Germania sud-occidentale.

## Descrizione
La specie tipo (e l'unica descritta finora), S. boldi, è diagnosticata da tre caratteristiche autapomorfiche del cranio che la differenziano da tutti gli altri eriopidi: (1) il tetto cranico posteriore relativamente stretto, con margini laterali quasi paralleli; (2) postparietali e tabulari corti; e (3) un ectopterigoide ampio. I due crani conosciuti misurano rispettivamente 24,7 centimetri (olotipo) e 27 centimetri (paratipo) e si ritiene rappresentino individui adulti, sebbene non completamente maturi.
L'olotipo è costituito da un cranio e mandibole quasi completi, mentre il paratipo è rappresentato da un cranio parziale, mandibola e postcranio anteriore. L'olotipo conserva anche alcune ossa isolate associate a diadectomorfi e 'microsauri', sebbene non sia chiaro se queste rappresentino resti di prede ingerite.
In generale, i crani conservano molte delle caratteristiche osservate in altri eriopidi, come un'ornamentazione grossolanamente punteggiata sulla superficie del cranio; prominenti creste longitudinali e alcune creste trasversali che incorniciano depressioni sul cranio; e ossa craniche relativamente spesse.
La caratteristica più distintiva di S. boldi è un cranio proporzionalmente stretto; invece di allargarsi progressivamente verso la parte posteriore, la regione "zigomatica" (temporale) del cranio è squadrata, con margini che corrono paralleli tra loro.
I resti di Stenokranio si differenziano da una mandibola isolata di un eriopide precedentemente segnalata nel sito (Witzmann, 2013) per la disposizione dei denti (48–50 in Stenokranio contro 35–40 nella mandibola isolata). Il postcranio differisce poco da quello descritto in Eryops, un eriopide nordamericano, considerato il taxon gemello di Stenokranio secondo un'analisi filogenetica.

## Scoperta e classificazione
Stenokranio boldi si basa su due esemplari scoperti rispettivamente nel 2013 e nel 2018 nella cava di Remigiusberg, situata in Renania-Palatinato. La cava è una grande miniera a cielo aperto da cui viene estratta roccia subvulcanica utilizzata per ghiaia stradale e ferroviaria; questa roccia si è formata a partire da intrusioni vulcaniche risalenti al Permiano in rocce datate tra il Carbonifero terminale e il Permiano iniziale (Gzheliano/Asseliano) della Formazione Remigiusberg.
Il taxon è stato descritto dai paleontologi Ralf Werneburg (Naturhistorisches Museum Schloss Bertholdsburg Schleusingen), Florian Witzmann (Museum für Naturkunde Berlin), Larry Rinehart (New Mexico Museum of Natural History and Science), Jan Fischer (Urweltmuseum GEOSKOP/Burg Lichtenberg) e Sebastian Voigt (Urweltmuseum GEOSKOP/Burg Lichtenberg) in un articolo pubblicato sul Journal of Paleontology (Werneburg et al., 2024).
L'epiteto specifico onora Rudolf Bold, che scoprì l'olotipo di Cryptovenator hirschbergeri.

## Paleobiologia
Come per altri eriopidi, la paleobiologia esatta di Stenokranio è oggetto di dibattito; Werneburg et al. (2024) propongono che fosse semiacquatico, in grado di muoversi sulla terraferma per migrare tra habitat diversi, pur essendo capace di catturare e nutrirsi principalmente di prede acquatiche come i pesci, in modo simile ai coccodrilli moderni.
Come in alcuni altri eriopidi, come Eryops, Stenokranio non presenta solchi della linea laterale sul cranio, un aspetto che viene generalmente considerato una prova di una vita relativamente terrestre.
Di particolare interesse è il fatto che lo stereospondilomorfo di dimensioni simili e semiacquatico Sclerocephalus, abbondantemente conosciuto in Germania, non sia presente nella formazione di Remigiusberg. Questo suggerisce che questi taxa potrebbero aver avuto un'ampia sovrapposizione ecologica, tale per cui solo uno dei due poteva essere presente in una determinata località.

## Paleoecologia
La Formazione di Remigiusberg ha prodotto un ampio e diversificato repertorio di vertebrati, che include una varietà di pesci, 'lepospondili', uno dvinosauro trimerorachide (Trypanognathus remigiusbergensis), diadectomorfi, un 'pelicosauro' edafosauride (Remigiomontanus robustus), e un 'pelicosauro' sfenacodontide (Cryptovenator hirschbergeri).
La mandibola di un altro eriopide, distinto da S. boldi, è stata anch'essa rinvenuta nel sito, indicando la presenza di almeno due eriopidi nella località. I due esemplari di S. boldi sono stati recuperati da orizzonti stratigrafici diversi del sito e si ritiene che rappresentino scheletri decomposti, trasportati in un ambiente lacustre marginale.